# زیردریایی کلاس-اس بریتانیا (۱۹۱۴)
زیردریایی کلاس-اِس بریتانیا در سال ۱۹۱۴ توسط اسکاتز، گرینوک دقیقا قبل از جنگ جهانی اول ساخته شد. کلاس اِس بر اساس طرح ایتالیایی قایق‌های Laurenti ساخته شده است.
این طرح دارای ده دیوار داخلی بود.
سه کشتی ساخته شد. هر سه در اکتبر ۱۹۱۵ به نیروی دریایی ایتالیا منتقل شدند.

## اعضای کلاس
| کشتی | گذاشت      | راه‌اندازی شد  | تکمیل شد     | سرنوشت                                      |
| ---- | ---------- | ------------- | ------------ | ------------------------------------------- |
| S1   | اوت ۱۹۱۲   | ۲۸ فوریه ۱۹۱۴ | اوت ۱۹۱۴     | اکتبر ۱۹۱۵ به نیروی دریایی ایتالیا منتقل شد |
| S2   | اکتبر ۱۹۱۳ | ۱۴ آوریل ۱۹۱۵ | می ۱۹۱۵      | اکتبر ۱۹۱۵ به نیروی دریایی ایتالیا منتقل شد |
| S3   | مارس ۱۹۱۴  | ۱۰ ژوئن ۱۹۱۵  | سپتامبر ۱۹۱۵ | اکتبر ۱۹۱۵ به نیروی دریایی ایتالیا منتقل شد |